# Доха (аеропорт)
Міжнародний аеропорт Доха (IATA: DIA, ICAO: OTBD) — аеропорт в столиці Катару — Доха. Це другий комерційний міжнародний аеропорт Катару після іншого (більшого) аеропорту в Досі — Хамад, що був збудований 27 травня 2014 року. Аеропорт був хабом для катарського національного авіаперевізника Qatar Airways, а після відкриття аеропорту Хамад більшість хабів було перенесено туди. Після відкриття Хамаду аеропорт зачинився, але злітно-посадкова смуга все ще використовувалась ВПС Катару, Rizon Jet, Gulf Helicopters та Катарським аеронавігаційним коледжем. 15 вересня 2022 летовище знову відкрили, для збільшення пасажиропотоку до чемпіонату світу з футболу 2022 року Катарі.